# Danuvius guggenmosi
Danuvius guggenmosi là một loài vượn dạng người lớn từ đất sét giữa Thế Miocen và Miocen muộn 11,6 triệu năm tuổi ở miền nam nước Đức.
Khu vực vào thời điểm này có lẽ là một khu rừng với khí hậu theo mùa. Một mẫu vật con đực được ước tính nặng khoảng 31 kg và hai con cái 17 và 19 kg.
Đây là loài vượn khỉ dạng người lớn Miocen muộn đầu tiên có xương dài được bảo tồn và làm sáng tỏ rất nhiều cấu trúc giải phẫu và cơ địa của loài vượn đương đại. Chúng có cả sự thích nghi để treo trên cây (hành vi treo mình trên cây) và đi bằng hai chân (đi đứng bằng hai chân), vượn người lớn dạng người thích nghi tốt hơn với hành vi treo trên cây và con người với hành vi đứng thẳng, Danuvius có một phương pháp vận động không giống như bất kỳ loài vượn dạng người nào được gọi là "chân tay dang rộng", đi bộ trực tiếp dọc theo cành cây cũng như sử dụng cánh tay để treo mình. Tổ tiên chung cuối cùng giữa con người và loài vượn khác có thể có một phương pháp vận động tương tự.